# Майя Шибутані
Майя Шибутані (англ. Maia Shibutani) — американська фігуристка, що спеціалізується в спортивних танцях на льоду, олімпійська  медалістка, призерка чемпіонатів світу та володарка численних інших нагород. 
Бронзову олімпійську медаль Майя Шибутані здобула разом зі своїм братом Алексом у змаганнях танцювальних пар на Пхьончханській олімпіаді 2018 року. 

Алекс і Майя японського походження. Їхні батьки зустрілися в Гарварді, де вивчали музику.

## Зовнішні посилання
- Картка пари Майя/Алекс Шибутані на сайті Міжнародного союзу ковзанярів [Архівовано 3 червня 2020 у Wayback Machine.]